# Civilization II
Sid Meier's Civilization II is een beurt-gebaseerd strategie computerspel uit de Civilization reeks. De ontwikkeling van het spel was vooral in handen van Brian Reynolds, Douglas Caspian-Kaufman en Jeff Briggs. Ondanks de naam had Sid Meier noch Bruce Shelley iets te maken met de ontwikkeling ervan.
Op 29 februari 1996 kwam het spel uit in de Engelse versie voor de pc, waarna het in andere talen en voor andere platformen werd ontwikkeld. Zo werd in 1998 een versie voor de Sony PlayStation gemaakt. In 2002 bracht Atari het spel opnieuw uit voor nieuwere besturingssystemen, zoals Windows ME en Windows XP. Er werden ook verschillende bundles gemaakt, zoals 'Civilization II Multiplayer Gold Edition en Civilization II: Test of Time.

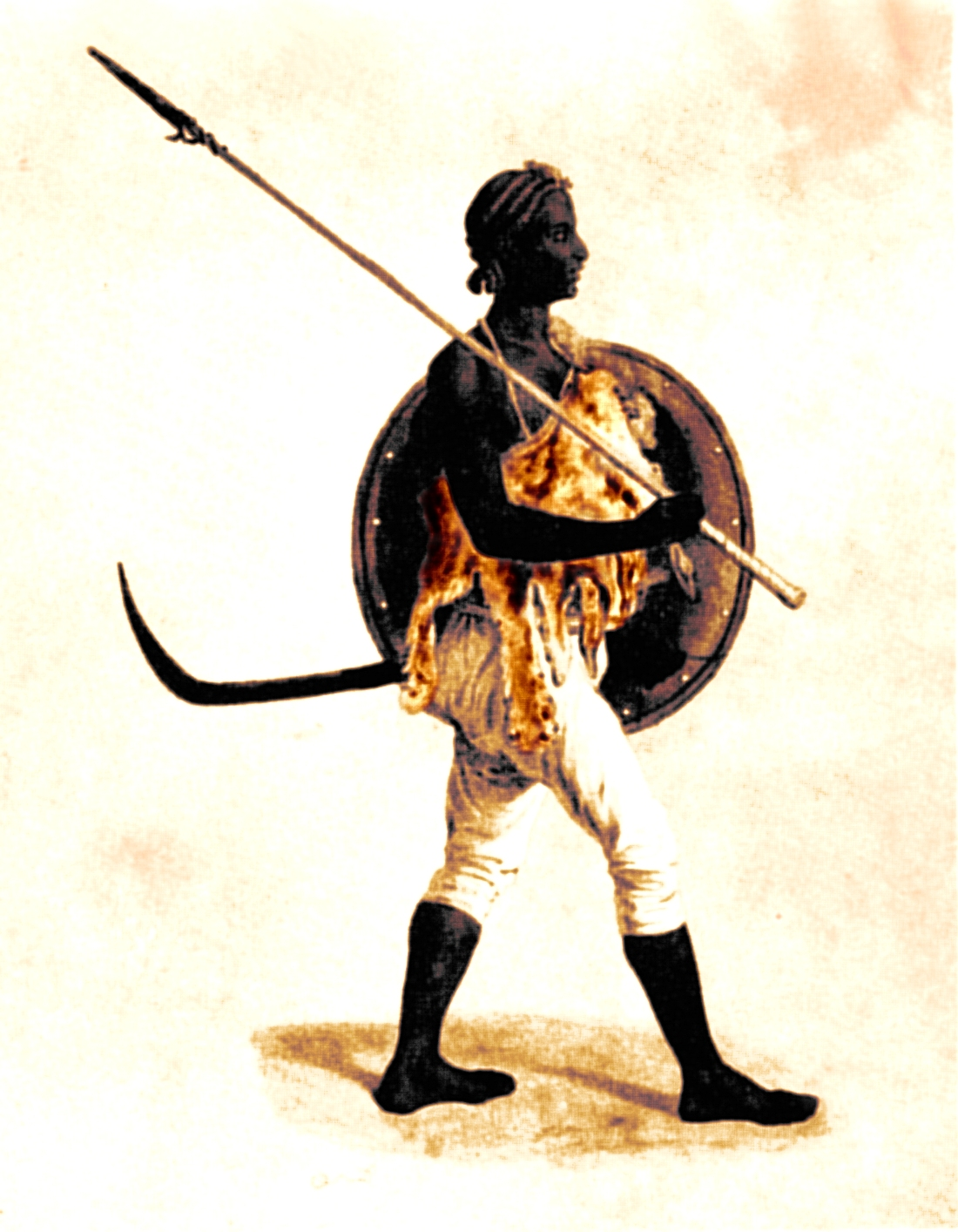
De krijger is de eerste militaire eenheid die verkregen kan worden.

## Spelmogelijkheden
Het spel begint in het jaar 4000 voor Christus, waarna er een samenleving opgebouwd kan worden. Er kan gewonnen worden door de andere twee tot zes beschavingen van het speelveld te vegen door middel van oorlogsvoering, ofwel door als eerste beschaving een ruimteschip op Alpha Centauri te laten aankomen.
Men begint met het kiezen van een van de 21 beschavingen:
| Kleur       | Beschavingen (mannelijk, vrouwelijk staatshoofd) | Beschavingen (mannelijk, vrouwelijk staatshoofd) | Beschavingen (mannelijk, vrouwelijk staatshoofd) |
| ----------- | ------------------------------------------------ | ------------------------------------------------ | ------------------------------------------------ |
| Wit         | Romeinen (Julius Caesar, Livia)                  | Russen (Lenin, Catharina de Grote)               | Kelten (Cunobelin, Boudicca)                     |
| Groen       | Babyloniërs (Hammurabi, Ishtar)                  | Zoeloes (Shaka, Shakala)                         | Japanners (Tokugawa, Amaterasu)                  |
| Donkerblauw | Duitsers (Frederik, Maria Theresia)              | Fransen (Lodewijk XIV, Jeanne d'Arc)             | Vikingen (Knoet, Gunhild)                        |
| Geel        | Egypte (Ramses, Cleopatra)                       | Azteken (Montezuma, Nazca)                       | Spanjaarden (Rodrigo Díaz de Vivar, Isabella)    |
| Lichtblauw  | Amerikanen (Abraham Lincoln, E. Roosevelt)       | Chinezen (Mao Zedong, Wu Zhao)                   | Perzen (Xerxes, Scheherazade)                    |
| Oranje      | Grieken (Alexander, Hippolyte)                   | Engelsen (Hendrik VIII, Elizabeth I)             | Carthagers (Hannibal, Dido)                      |
| Paars       | Indiërs (Mahatma Gandhi, Indira Gandhi)          | Mongolen (Gengis Khan, Börte)                    | Sioux (Sitting Bull, Sacagawea)                  |
| Rood        | Barbaren -> slechts als computeraansturing       | Barbaren -> slechts als computeraansturing       | Barbaren -> slechts als computeraansturing       |

Na het kiezen van een beschaving, kunnen er steden gebouwd worden. Vervolgens kunnen er gebouwen in de steden gemaakt worden en eenheden opgeleid en vervaardigd worden. Steden zullen gebruikmaken van het omliggende land; aanvankelijk met landbouw maar later ook mijnbouw, geïrrigeerde landbouw etc. Deze productie kan weer geïnvesteerd worden in het produceren (en onderhouden) van militaire eenheden, het produceren van gebouwen, of het produceren van een settler. Dit laatste doet de stad in omvang afnemen maar settlers kunnen land bewerken, mijnen, forten en (spoor)wegen aanleggen, en nieuwe steden stichten. Bewerkt land en mijnen doen weer de productie van een nabijgelegen stad toenemen. Zo kan de beschaving zowel in omvang als in productie groeien.
Wanneer veel hulpbronnen en belasting in onderwijs worden gestoken, worden uitvindingen sneller beschikbaar. Iedere uitvinding levert een verbetering op en kan leiden tot nieuwe uitvindingen. Ook worden naarmate de technische ontwikkeling vordert wereldwonderen beschikbaar. Ieder wereldwonder levert een bonus op, Leonardo's Workshop zorgt bijvoorbeeld dat alle eenheden promoveren tot het beste dat met de huidige stand van techniek mogelijk is. Met uitvindingen worden betere gebouwen, betere eenheden, nieuwe staatsvormen en nieuwe wereldwonderen beschikbaar.
Met militaire eenheden kan men zowel de wereld verkennen als de vijand aanvallen. Wel kosten militaire eenheden onderhoud en dus geld en hulpbronnen; een te groot leger kan de economie dus uitputten, maar met een te klein leger is men weer te kwetsbaar. Ook is de technische stand van de tegenstander van belang. Als deze een lage ontwikkeling heeft dan is de oorlog dus makkelijk te winnen (tanks vs. ridders bijvoorbeeld). Aan de andere kant kunnen andere beschavingen ook een hoger technologisch peil hebben, en ook (met of zonder oorlogsverklaring) aanvallen. Ook bondgenootschappen en diplomatie zijn mogelijk.
De beschikbare eenheden zijn aanvankelijk krijgers en settlers; afhankelijk van de technische ontwikkeling bij de start is het ook mogelijk dat er meer eenheden beschikbaar zijn, zoals ruiters. Dit evolueert tot onder andere legionairs, ridders, triremen en van daar naar musketiers, ridders en dragonders, karvelen en galjoenen. In het eindstadium krijgt men de beschikking over tanks, straaljagers, mariniers en atoomwapens. Ook krijgt men dan te maken met milieuvervuiling en het broeikaseffect.
Aanvankelijk wordt de beschaving autocratisch geregeerd maar door technische en sociale ontwikkeling komen andere regeringsvormen ter beschikking: monarchie, communisme, republiek, democratie, theocratie. Wanneer men een andere regeringsvorm wil volgt eerst een kort periode van anarchie. Iedere regeringsvorm heeft invloed op een aantal zaken. Een democratie betekent een hoge economische productie, maar betekent ook dat het parlement de speler kan blokkeren wanneer hij een oorlog wil beginnen.
Dit alles dient om de grootste en machtigste beschaving te worden, of een succesvolle expeditie naar Alpha Centauri te voltooien.
Het is ook mogelijk een scenario te spelen. Er wordt later in de geschiedenis met het spel begonnen in de Oudheid of bij het uitbreken van de Tweede Wereldoorlog. Men kan ook zelf een scenario maken.

## Uitbreidingen en remakes
Er zijn een aantal uitbreidingen uitgebracht:
- Conflicts in Civilization bevatte 20 nieuwe scenario's;
- Civ II: Fantastic Worlds bevatte een aantal nieuwe scenario's, waaronder sciencefiction en fantasy. Wegens een juridisch geschil tussen Sid Meier en MicroProse kon het woord Civilization niet in de titel verwerkt worden.
- Civilization II: Test of Time met een nieuwe lay-out en nieuwe versies. In een versie moet men een planeet koloniseren, in een andere een invasie van aliens stoppen, en verder is er een fantasysetting met elven, trollen, vogelmensen, meermensen en goblins.

## Aanpassen regels
Het spel is ook bekend vanwege de vele mogelijkheden om het spel handmatig aan te passen. Alle parameters van eenheden, gebouwen, wonderen, steden en beschavingen staan in enkele tekstbestanden en kunnen met een eenvoudige teksteditor aangepast worden. Ook kunnen de plaatjes van de landschappen, steden en eenheden vervangen worden.

## Trivia
- Het spel is opgenomen in het boek 1001 Video Games You Must Play Before You Die van Tony Mott.

Civilization · II (Conflicts in Civilization · Fantastic Worlds · Test of Time)  ·  III (Play the World · Conquests) · IV · (Warlords · Beyond The Sword) · Colonization · Revolution · V (Gods & Kings · Brave New World) · World · Revolution 2 · Beyond Earth (Rising Tide) · VI · (Rise and Fall · Gathering Storm) · VII